# Bátya
Bátya je obec v Maďarsku v župě Bács-Kiskun v okrese Kalocsa.

## Poloha
Bátya leží na jihu Maďarska. Prochází jí silnice z Kalocsy do Baji. Kalocsa je vzdálena 4 km, Baja 37 km.